# 德國少女聯盟
德国少女联盟（德語：Bund Deutscher Mädel，缩写：BDM）是纳粹德国希特勒青年团的青年女性分支组织，成员年龄在14至18岁之间。
根据《希特勒青年团法》，1936年12月后纳粹德国的所有符合种族标准的适龄少女均需加入德国少女联盟。10至14岁的女孩先加入青少女联盟，14岁后再升入德国少女联盟。1944年德国少女联盟成员人数达到了450万人，成为了当时世界上规模最大的青少女组织。

## 历史

### 起源
德国少女联盟可最早追溯到1923年的一个名为“少女小组”（Mädchenschaften/Mädchengruppen），又名“希特勒青年团姐妹团”（Schwesternschaften der Hitler-Jugend）的组织。1930年这一组织正式成为希特勒青年团的女性分支组织，但成员人数较少。其正式名称为“希特勒青年团下属德国少女联盟”（Bund Deutscher Mädel in der Hitler-Jugend）。1930年至1931年期间，柏林和阿赫恩的地方分部相继成立，1931年，成员达到1711人。1932年，德国少女联盟和青年团一起参与了希特勒的竞选活动。1933年1月纳粹党掌权后，该组织得以广泛影响德国大众。

### 纳粹党上台后

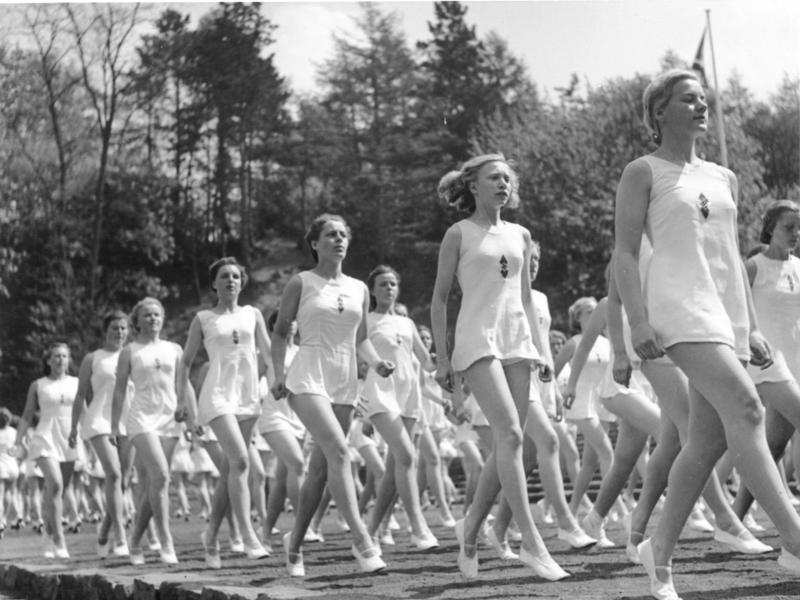
1941年少女联盟的体操活动

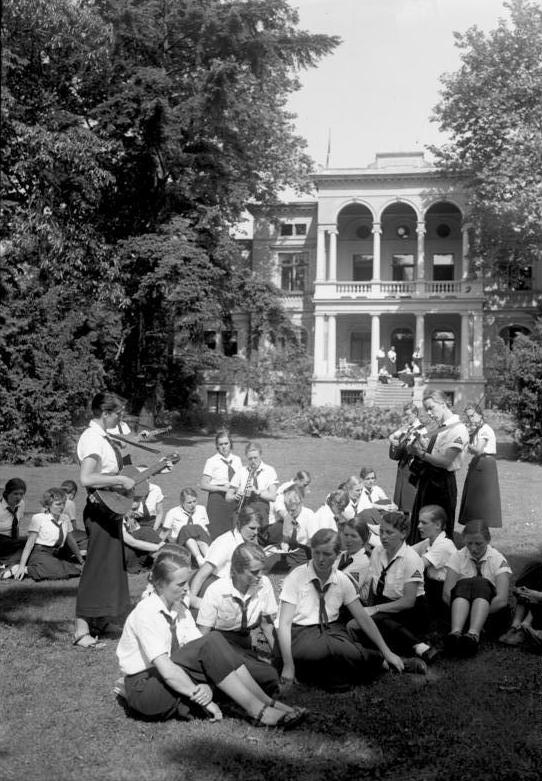
1935年少女联盟培训中心的歌唱聚会

#### 成员组织
1933年6月17日巴爾杜爾·馮·席拉赫成为国家青年领导人后不久，作为纳粹一体化运动的一部分，席拉赫签署了强制合并所有女性青年组织至德国少女联盟的命令，许多组织因不愿合并而自行解散。根据德国和梵蒂冈在1933年7月20日签署的《国家协约》，天主教会的青少年事工被保留，但实际上其活动经常被干扰。
1936年12月1日《希特勒青年团法》（Gesetz über die Hitlerjugend）发布后，德国所有符合条件的青少年均需加入希特勒青年团或德国少女联盟，其条件是身为德意志种族、德国国民且无遗传疾病。德国少女联盟是希特勒青年团的一个组成部分，面向14至18岁的女孩开设。另有一个面向10至14岁女孩开设的组织——青少女联盟（Jungmädelbund）。
1938年，德国少女联盟建立了一个附加组织——美丽与信仰（BDM Werk-Glaube und Schönheit）。17岁至21岁的女孩可以自愿加入，美丽与信仰为成员开设有关婚姻、家庭生活、职业规划的教育，鼓勵成員成為良好的家庭主婦，培養家政及藝術的技能。按照纳粹理论，适龄女孩应及时结婚生子，但对她们的职业教育亦受到重视。

#### 活动
德国少女联盟通过篝火晚会、夏令营、体育运动和民俗传统教育培养女孩的国家社会主义思想，训练她们在德国社会中的角色：妻子、母亲和家庭主妇。傍晚的家庭聚会有许多国家社会主义世界观培养的内容，例如历史学习、霍斯特·威塞尔歌曲演唱、纳粹节日、关于希特勒青年团烈士的故事、与德国文化和历史有关知识的学习等。周六还会安排高强度的户外体育锻炼，以提升成员的健康程度，从而使她们能更好地为国家服务。体育锻炼的内容有田径项目（长跑、跳远等）、体操项目（空翻、走缆索等）、远足和游泳。活动中也强调为德国牺牲的精神。联盟也特别教育女孩子们要避免“种族污染”，这对德国少女而言尤其重要。
少女联盟的聚会时间是每周三和周六的下午。德国少女联盟的早期活动有歌咏、手工、舞蹈、缝纫、远足和其他体育运动，亦会教授许多家庭经济学的课程。后期包括了行军和医疗等为潜在战争准备的课程。周末少女联盟经常组织远足篝火活动，在青年旅舍过夜。
希特勒青年团和少女联盟也会组织夏季的夏令营和冬日滑雪等活动，这些活动费用低廉，很受成员欢迎，家庭条件较差的孩子可以取得补助。
伊尔莎·麦基（Ilsa McKee）注意到希特勒青年团和少女联盟的讲座中强调为国家多生孩子的重要性，而那些造成非婚生子女的成员并未受到指责。早期少女联盟的宿营地紧靠青年团营地，1936年纽伦堡党代会时，900名女孩未婚先孕。1937年领导机构下达了禁止少女联盟参与宿营的规定。1944年，一些父母因少女联盟公开告诉他们的女儿要有非婚生子女而起诉少女联盟领导人。公众对少女联盟成员的性放纵丑闻多有微词。
德国少女联盟和希特勒青年团成员在就业或升学前，都要参加一年的强制劳动（Landfrauenjahr），绝大多数人前往农场劳动，尽管这并不是唯一的选项。城市中的青年人参与农业生产亦是纳粹“血与土”意识形态的体现。另一个选择是到子女较多的家庭中协助家务劳动。
德国少女联盟下属的“美丽与信仰”是自愿加入的组织，面向17岁以上的女青年提供她们感兴趣的教育和训练，同时也提供艺术及雕塑、缝纫和服装设计、家庭经济学和音乐课程。

### 第二次世界大战

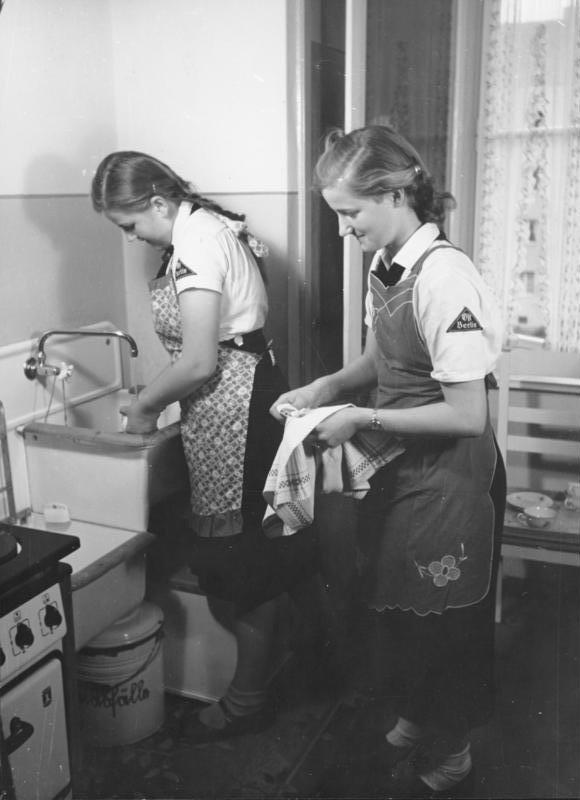
少女联盟成员为服兵役家庭提供家务协助

第二次世界大战爆发后，年满18岁的希特勒青年团男孩被送入德意志国防军参军，或至国家劳役团参加半年劳动，德国少女联盟则多在战争中从事辅助工作。到1944年，男孩大多被招募参军，女孩们也被要求参加国家劳役团的半年劳动。
战争的爆发改变了德国少女联盟的活动内容。年幼的成员组织募捐活动，同时为冬季救助或其他纳粹慈善活动搜集衣物和旧报纸。合唱团和音乐小组会前往伤兵医院或车站进行表演，或向前线寄送慰问包裹。另有织袜子、种植蔬菜花园等其他任务。年长的成员则志愿前往医院充当护士的助手，或在火车站帮助伤兵和难民。1943年盟军对德国城市的轰炸增加后，许多德国少女联盟成员加入了国防军女助手等军事或准军事组织，协助高射炮、发射信号和操作探照灯。但与希特勒青年团不同的是，德国少女联盟成员很少实际参与战斗或操纵武器。
许多年长的成员和希特勒青年团成员一起被派往波兰，参与占领区的德意志化。她们负责监视被驱逐的波兰人，确保波兰原居民放弃住宅及家具，以被德国新移民所使用。她们也负责教育原生活在波兰或波罗的海国家的德裔居民恢复德国特征，包括德语教学（许多德裔居民仅会说波兰语或俄语）和组织其女孩加入少女联盟，由于许多青年团领导人和成员参军服役，组织吸收男孩加入青年团很大程度上也是由少女联盟完成的。她们会与占领区当局合作，帮助农场和家庭的工作，并为新移民提供歌唱节等各种文娱演出。她们甚至被派到位于乌克兰的黑格瓦尔德这样的前线定居点工作。另外，具备“种族价值特质”的波兰少女也被送到德国进行德意志化，她们也被强制要求加入德国少女联盟。
在战争的最后阶段，希特勒青年团的大部分成员和部分德国少女联盟成员加入了人民冲锋队以守卫柏林和其他大城市。德国少女联盟领导层反对让女孩使用武器，但約200名領導幹部也参与了以自衛為目的的輕武器射擊訓練。战后尤塔·吕迪格稱她並沒有同意任何聯盟成員使用武器。部分德国少女联盟成员也参与了人狼行動，在盟军占领区从事游击活动和秘密破坏。

### 战后
二战结束后，根据1945年的《盟国管制委员会法第二号》，德国少女联盟作为希特勒青年团的下属组织被解散并禁止活动，其资产亦被没收。末任领导人尤塔·吕迪格被美军逮捕并处以两年半监禁，但并未被指控以任何罪名。

## 任务和目标
首任德国少女联盟领导人特鲁德·莫尔写道：
我们的民族需要身心健康的一代女孩，她们果断、自信、骄傲地向前。她们能敏锐而镇定地在日常生活中找到自己的位置，不再多愁善感或兴奋失态。她们能够培养出女性气质，她不再将男人视作某种偶像，而是成为男子的伙伴。这样的女孩必将把国家社会主义的价值观传授给下一代人，成为我们民族的心灵壁垒。
第二任德国少女联盟领导人尤塔·吕迪格在其所著《德国少女联盟1938年任务》中谈到：
男孩们被教育成政治战士，勇敢而坚强的女孩们将成为政治战士的战友 - 根据我们国家社会主义的理论，在人生下一阶段作为妻子和母亲组建家庭，养育坚强而骄傲的下一代人。我们想要造就具备政治意识的女孩，这并不是专指妇女参与国会或讨论政见，而是女孩和成年女性要意识到德意志民族生活中的必要原则，并按其行事。
我们对女孩教育工作的基础是世界观和文化教育、体育锻炼和社会服务。仅提供体育技巧、教授家政知识是不够的，她们应该知道训练的缘由和努力的目标。
当女孩在21岁离开德国少女联盟，她应该已形成了坚定的世界观、强健的身体，能够承担实际工作，这个女孩将愉快地加入妇女联盟的青年组织。
我们少女联盟的任务是培养坚信国家社会主义世界观女孩，以身体、灵魂和精神的和谐展示出来。她们身体的健康、平衡和美应该显示出她们是上帝的创造。我们想要培养出以因命运而团结为社会战士为荣的女孩。

我们想要让女孩坚信德国和元首，并将这一信仰传给她们的孩子。之后，国家社会主义与德国将永远存在。
在德国传统价值观中，妇女的角色是“子女、厨房、教堂”（德語：Kinder, Küche, Kirche），这种价值观在纳粹德国时期愈加强化。德国少女联盟教育中心称，“家政教育和体能锻炼”是德国少女联盟的任务之一。1934年，德国少女联盟的官方公报中已提到10-14岁的青少女联盟成员要熟悉家务和烹饪技能，她们应该了解如何营造舒适的家庭环境。
德国少女联盟教育中心确定的另一个任务是“培养全体女青年的种族优生意识。这样的德国妇女与这样的德国男子的结合，能够使我们民族的种族得以重生。”从优生学教育的角度，要让女孩具备“民族的种族良知”保护国家和社会的完整，“真正的德国少女”是民族血统纯洁的卫士和教育民族子孙的模范。

## 组织

### 最高领导人
“德国少女联盟国家发言人”（BDM-Reichsreferentin）是德国少女联盟的最高领导职位，也是其下属的青少女联盟最高领导职位。1934年之前直接由巴尔杜尔·冯·席拉赫领导，1934年后少女联盟存续期间共有两任国家发言人：
- 特鲁德·莫尔（英语：Trude Mohr），任期为1934年-1937年。她在1934年6月被任命为首任国家发言人[37]特鲁德·莫尔曾是一名邮政职员。1937年她和任突击队中队长（英语：Obersturmführer）的沃尔夫·布吕克纳（Wolf Bürkner）结婚怀孕后[38]，根据领导人结婚或生育后必须离职的规定，辞去了少女联盟领导人的职位。[30]

- 尤塔·吕迪格（英语：Jutta Rüdiger），任期为1937年-1945年。她在1937年接替了莫尔的职位。尤塔·吕迪格原是一位来自杜塞尔多夫的心理学博士，她的行事风格更为激进，并且也是席拉赫及其继任者的盟友，她和席拉赫一道反对国家社会主义妇女联盟对少女联盟的控制。直到1945年德国少女联盟解体前，尤塔·吕迪格一直担任领导职务。[39]吕迪格在1933年23岁时取得心理学博士学位后加入少女联盟，她在1934年立刻取得了无薪职位。1935年6月她被任命为鲁尔-下莱茵大区的领导人，这也是她的第一份带薪工作。1937年11月，她在27岁时成为了少女联盟最高领导人，直到她34岁德国战败时一直担任这一职位。[40]

另外，德国少女联盟下属的“美丽与信仰”自1938年以来曾有三任领导人，但她们均在1-2年内因结婚而离任。由于没有其他适合人选，尤塔·吕迪格自1942年2月起兼任美丽与信仰的领导人。

### 组织结构

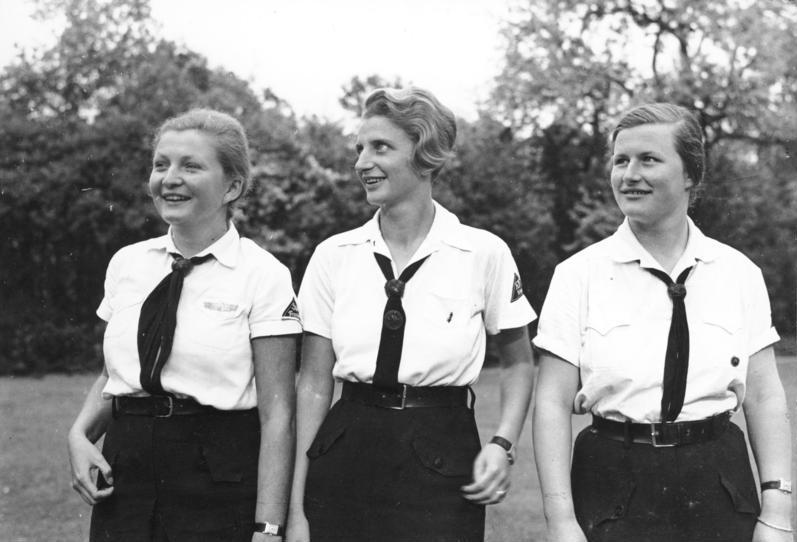
1935年波茨坦的少女联盟领导者

领导职位分无薪职位和带薪职位两类。对于无薪职位，具备两年成员经历即可申请，青少女联盟的成员通常在13岁取得无薪职位。
大区级别以上（Untergau）的领导职位为带薪职位，基本要求为年满18岁且未婚，担任职位最长不得超过10年，年龄不宜超过30岁，且和普通成员一样，一旦结婚就必须离开少女联盟。
| 等级              | 人数        | 青少女联盟 10-14岁 | 德國少女聯盟 14-18岁 |
| ----------------- | ----------- | ------------------ | -------------------- |
| 地区（20个分区）  | 12000-18000 | Obergau            | Obergau              |
| 大区（4-6个分区） | 2400-3600   | Untergau           | Untergau             |
| 分区（3-5个分部） | 600-800     | Jungmädelring      | Mädelring            |
| 分部（4个支部）   | 150-190     | Jungmädelgruppe    | Mädelgruppe          |
| 支部（4个小组）   | 50-60       | Jungmädelschar     | Mädelschar           |
| 小组（10名成员）  | 10-15       | Jungmädelschaft    | Mädelschaft          |

## 制服

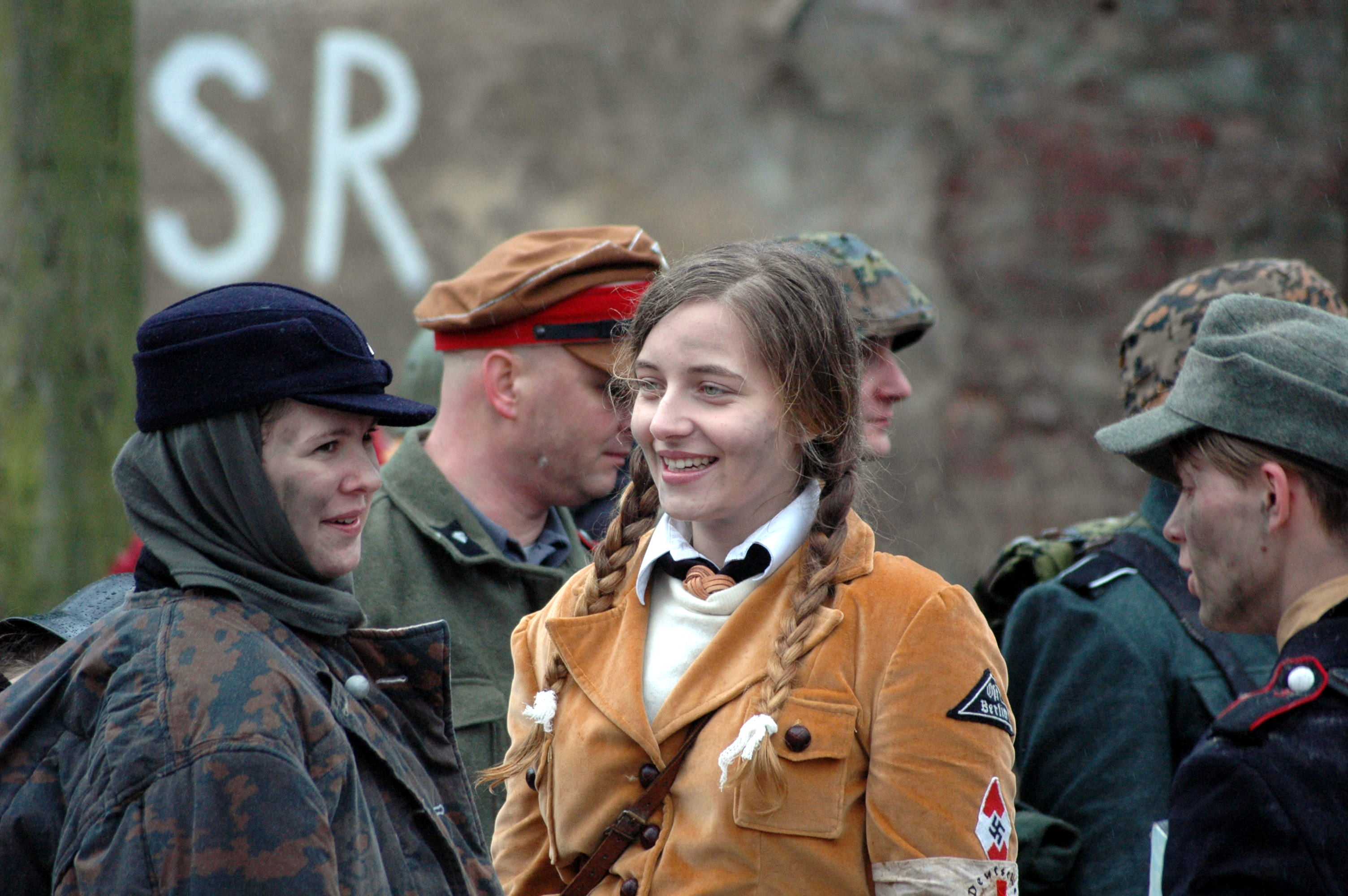
科尔贝格戰役二戰重演活動中身着少女联盟登山装制服和德国红十字会袖套的重演者

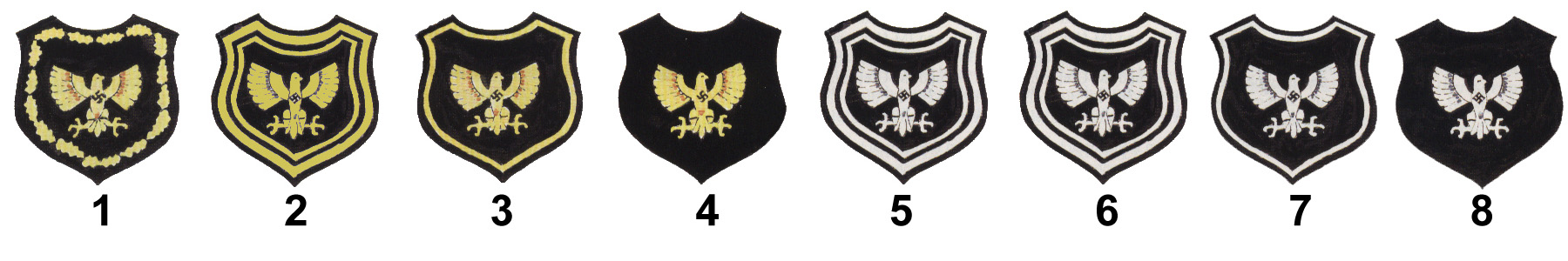
德国少女联盟级别标志：1为国家发言人，8为小组领导人

和纳粹德国同时期的诸多政治组织一样，德国少女联盟具备完整的制服体系。与希特勒青年团模仿冲锋队的制服不同，德国少女联盟的基本制服来自学校校服，基本制服由白衬衫、深蓝色裙子和黑领巾组成，另配有褐色的登山装供登山或冬季穿着，亦另外配有运动服和冬季穿着的大衣。成员统一佩戴希特勒青年团的黑色领巾，使用皮革制土耳其结样式的领巾扣。
制服并非配发，而需要成员在加入时自行购买，由纳粹德国的国家物资管理局经营的“褐色商店”统一供应。许多成员因家庭无法承担制服费用而穿着自制制服，亦有一些成员因经济原因放弃加入德国少女联盟。对于经济原因无法购买制服的成员可以领到一小笔补助资金。在希特勒生日期间，成员会在学校穿着德国少女联盟制服。

## 延伸阅读
- "Growing Up Female in Nazi Germany"-Dagmar Reese，William Templer 译
- "The Hitler Youth" - David Littlejohn
- "Ein Leben für die Jugend" - Dr. Jutta Ruediger
- "Deutsche Frauen und Mädchen" - Norbert Westenrieder
- "Brauner Alltag" - Klaus-Joerg Ruhl (1981 / 1991)
- "Alltag im 3. Reich" - Frank Grube & Gerhard Richter，1982年第1版
- period 1930s/1940s publication of the BDM from www.bdmhistory.com digital archives
- "The Shame of Survival: Working Through a Nazi Childhood" -Ursula Mahlendorf的童年回忆
- "They Come From Dachau" nthWORD Magazine，2010年8月，第7期